# Catocala deuteronympha
Catocala deuteronympha és una espècie de papallona nocturna de la subfamília Erebinae i la família Erebidae. Es troba des de l'est de Sibèria fins al Japó i Corea.
Les ales anteriors fan aproximadament 27 mm.
S'orienta verticalment quan està descansant sobre troncs d'arbres.

## Subespècies
- Catocala deuteronympha deuteronympha
- Catocala deuteronympha dahurica Klyuchko, 1992
- Catocala deuteronympha omphale Butler, 1881 (Sud-est de Sibèria i Japó)
- Catocala deuteronympha tschiliensis Bang-Haas, 1927